# Neumarkt (Saarbrücken)

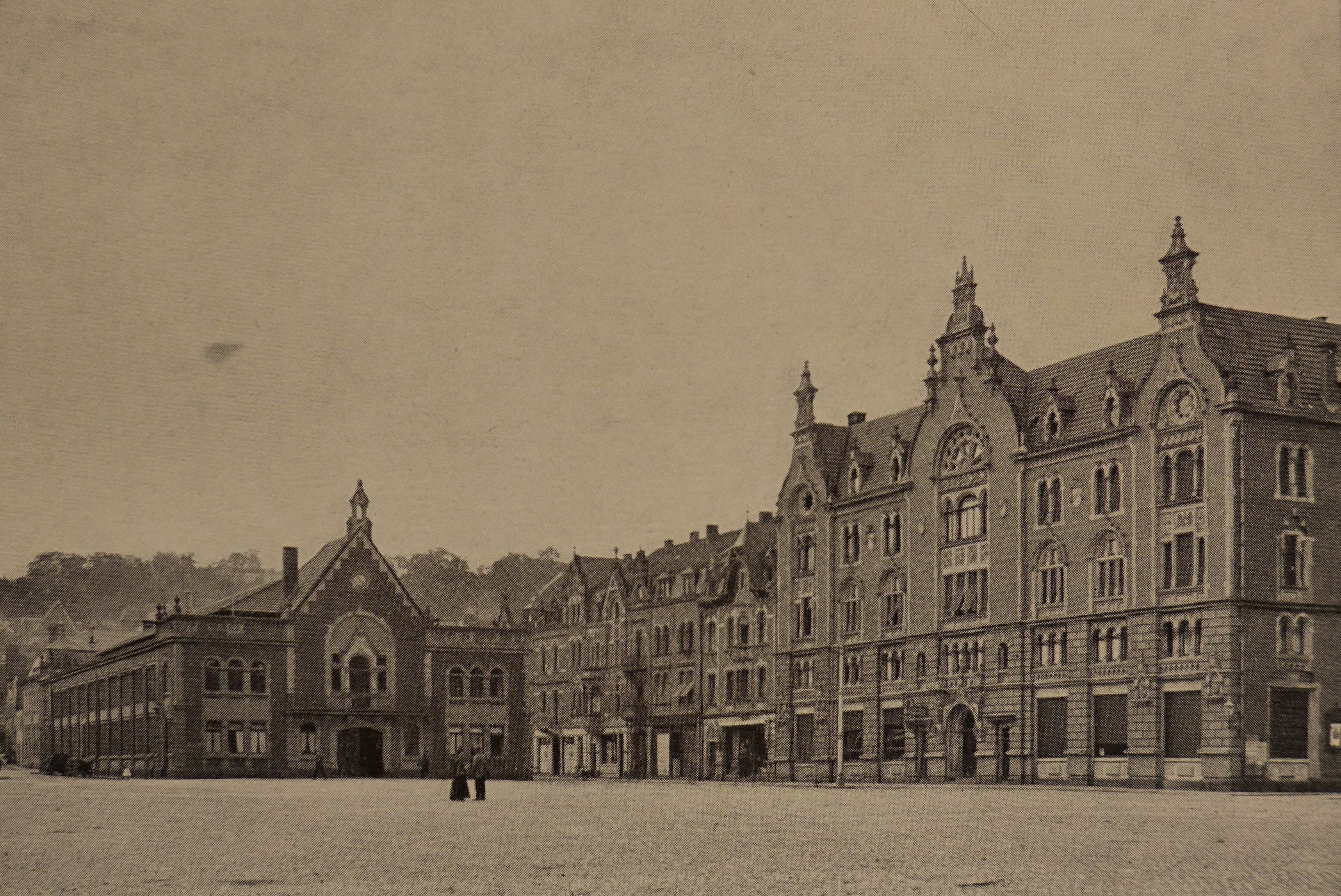
Saarbrücker Neumarkt, rechts der im Jahr 1897 errichtete Saalbau, links die Markthalle

Der Neumarkt ist ein zentraler Platz im Saarbrücker Stadtteil Alt-Saarbrücken.

## Geschichte
Geprägt wurde er bis zu den Zerstörungen während des Zweiten Weltkriegs u. a. von der ehemaligen Markthalle, dem sogenannten Saalbau mit der Stadtbücherei, dem Hotel Bristol, der Rediskontobank sowie vom früheren Amtsgericht. In der Verlängerung der Hohenzollernstraße führte die Kaiser-Friedrich-Brücke über die Saar, die nach ihrer Zerstörung im Zweiten Weltkrieg durch ein Provisorium, den sogenannten Kummersteg ersetzt wurde. Im Zuge des Baus der Stadtautobahn (Bundesautobahn 620) in den 1960er Jahren wurde die den Platz zur Saarseite hin abschließende Häuserzeile abgerissen. Die ehemalige rechteckige Platzanlage des Neumarktes, dem bis dahin eine vergleichbare Funktion für Alt-Saarbrücken zukam wie der St. Johanner Markt auf der gegenüberliegenden Saarseite, ist seitdem als solcher nicht mehr zu erkennen und wird durch die viel befahrene Wilhelm-Heinrich-Brücke geprägt. Das Straßenniveau des zentralen Anteils wurde zudem durch den Bau einer Tiefgarage deutlich angehoben. Die ursprüngliche Ebene und Erscheinungsbild lassen sich nur noch auf dem Parkplatz vor den Häusern an der südwestlichen Ecke (Einmündung Wilhelm-Heinrich-Straße) erahnen. Heute befindet sich an der Westseite des Platzes die Zentrale der Sparkasse Saarbrücken sowie das HDI-Hochhaus auf dem Gelände des ehemaligen Hotels Bristol. Ab April 2018 erfolgt eine geringfügige Änderung der Verkehrsführung, um die Attraktivität etwas zu erhöhen. Im Rahmen des Projekts Stadtmitte am Fluss war vorgesehen, die Stadtautobahn in einen Tunnel zu verlegen und den Neumarkt als geschlossenen Platz wiederherzustellen. Die Planungen hierfür sind seit einigen Jahren aus Kostengründen jedoch ausgesetzt.

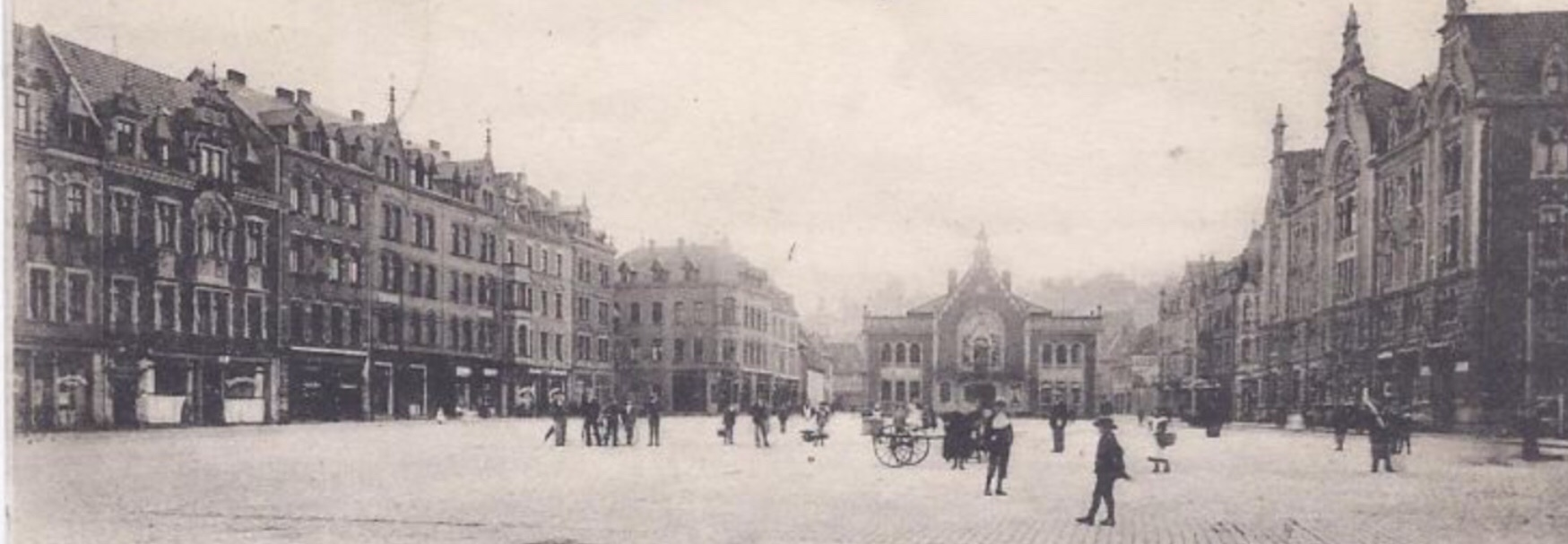
Neumarkt Saarbrücken vor dem 2. Weltkrieg, Blick nach Süden
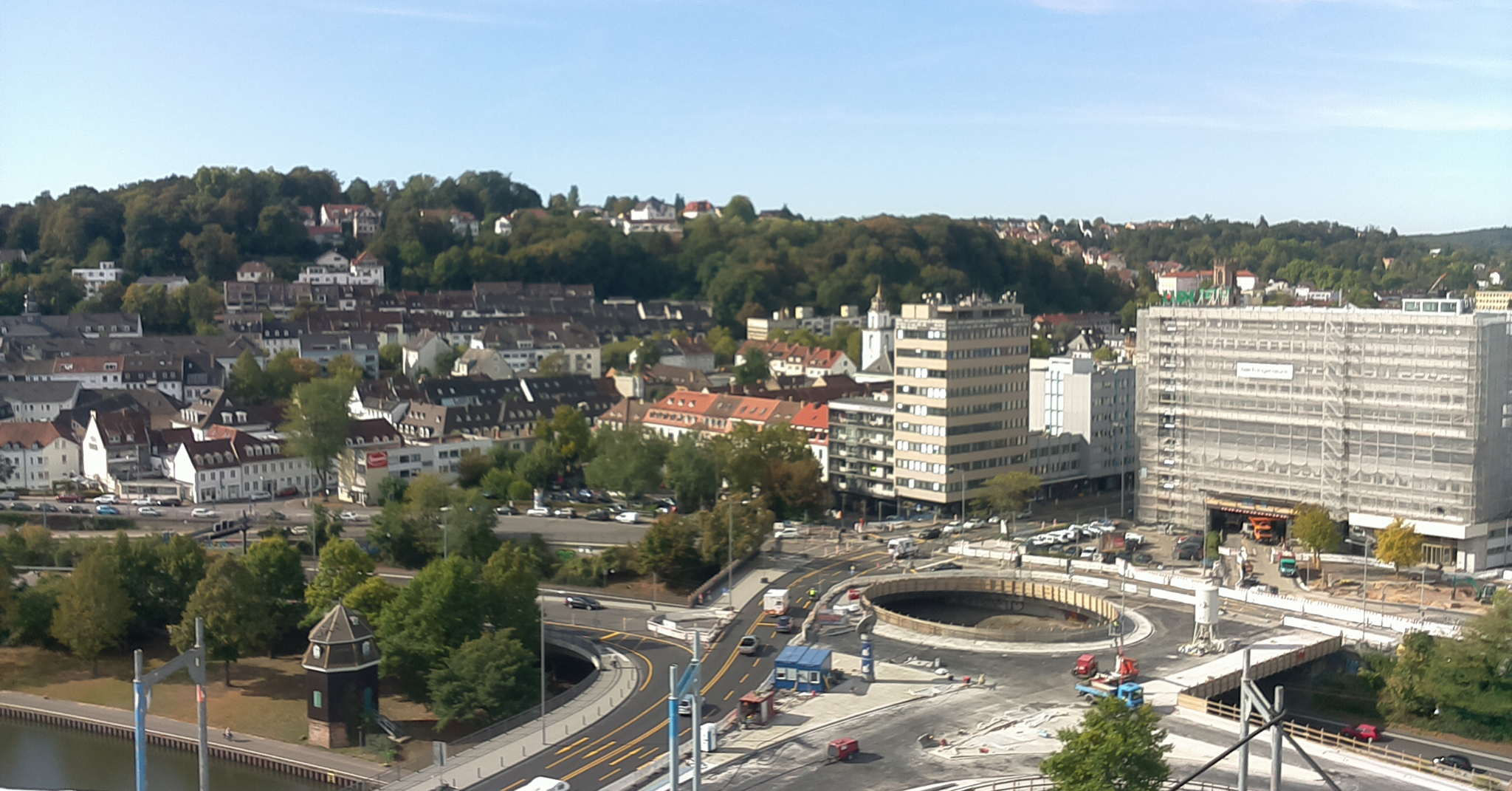
Neumarkt Saarbrücken heute, Blick nach Südwesten
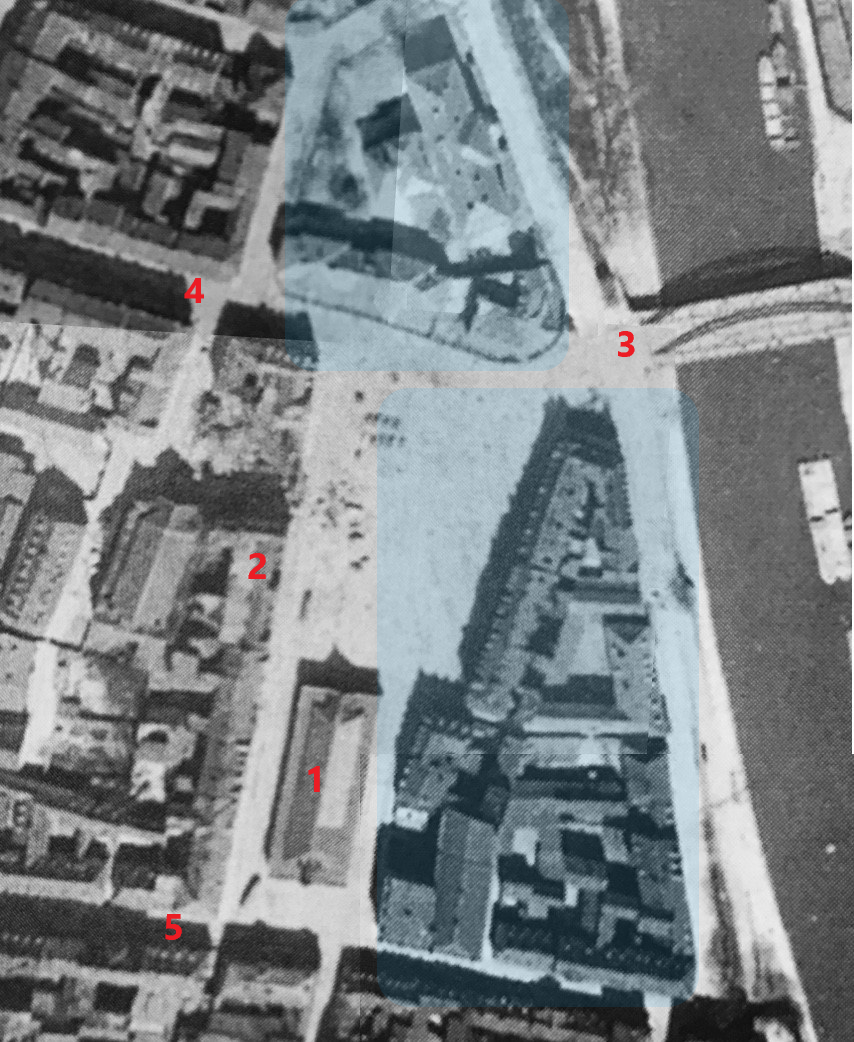
Neumarkt Saarbrücken vor dem 2. Weltkrieg; blau hinterlegt: für die Autobahn 620 abgerissene Quartiere; 1: Markthalle; 2: Saalbau; 3: Kaiser-Friedrich-Brücke; 4: Einmündung Hohenzollernstraße; 5: Wilhelm-Heinrich-Straße
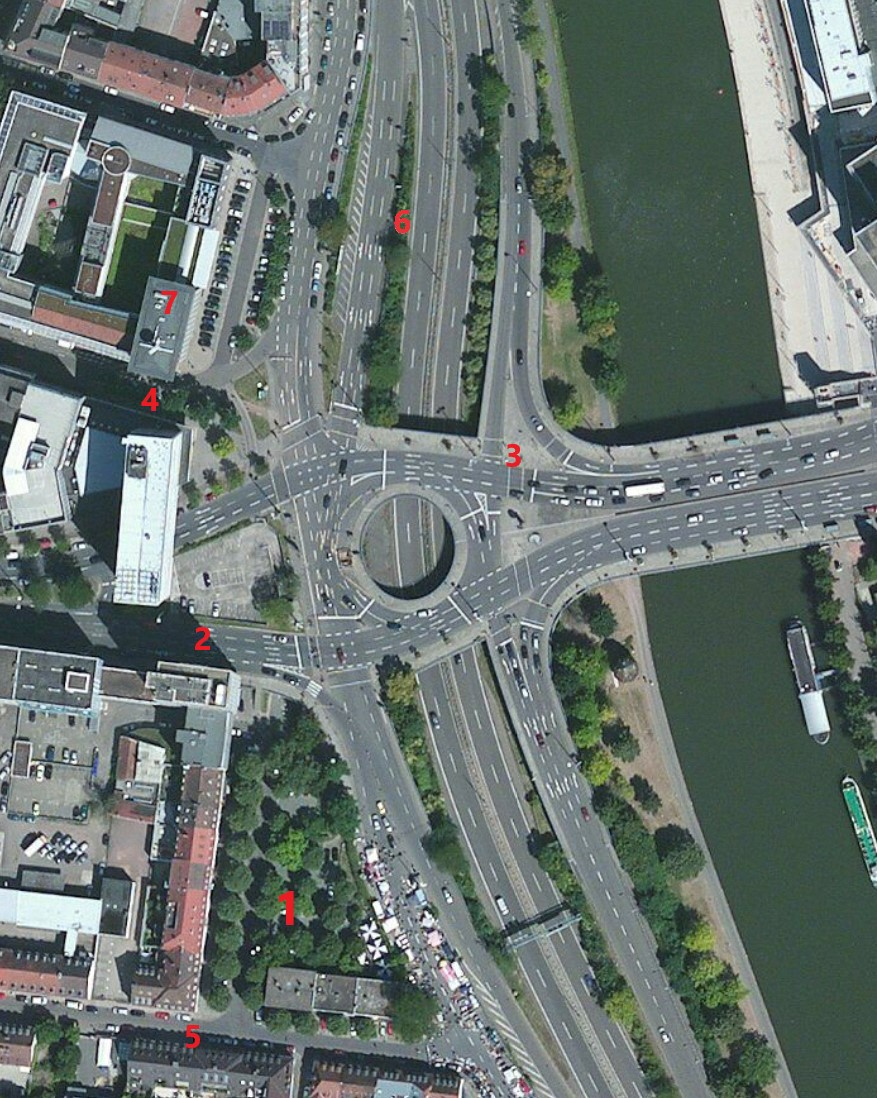
Neumarkt Saarbrücken, aktuelle Situation: 1: Parkplatz (ehemals Standort der Markthalle); 2: Einmündung Stengelstraße (ehemals Standort Saalbau) mit HDI-Hochhaus; 3: Wilhelm-Heinrich-Brücke; 4: Einmündung Hohenzollernstraße; 5: Wilhelm-Heinrich-Straße; 6: Bundesautobahn 620; 7: Zentrale der Sparkasse Saarbrücken